# Bürgenstock-Abkommen
Das Bürgenstock-Abkommen wurde am 19. Januar 2002 am Bürgenstock in der Zentralschweiz (Kanton Luzern/Nidwalden) zwischen den Konfliktparteien im Sezessionskrieg im Südsudan geschlossen.
Dabei unterzeichneten die Regierung in Khartum und die Rebellenarmee SPLA einen provisorischen Waffenstillstand für die Nuba-Berge. Das Abkommen kam unter Druck der Vereinigten Staaten und mithilfe der Schweiz als Vermittler zustande und galt als Testlauf für das spätere Friedensabkommen für den Südsudan.
In den im Sudan liegenden Nuba-Bergen selber hatte der Waffenstillstand keinen Bestand. Ab 2011 war es Hilfsorganisationen für mindestens drei Jahre nicht möglich, das Gebiet zu besuchen. Ein Teil des Gebietes war nicht unter Kontrolle der Regierung und wurde bombardiert und mit Bodentruppen umkämpft. 2016 erfolgte eine weitere Bodenoffensive. Der Krieg dauerte auch noch an, als im Sudan zum Jahreswechsel 2018/2019 Proteste gegen die Regierung aufkamen.